# Cirrhocephalina
Cirrhocephalina is een geslacht van vlinders van de familie van de grasmotten (Crambidae), uit de onderfamilie van de Spilomelinae. De wetenschappelijke naam voor dit geslacht is voor het eerst gepubliceerd in 1995 door Eugene Gordon Munroe.

## Soorten
- Cirrhocephalina brunneivena (Hampson, 1913)
- Cirrhocephalina eucharisalis (Walker, 1859)
- Cirrhocephalina evanidalis (Schaus, 1912)
- Cirrhocephalina flaviceps (Hampson, 1918)
- Cirrhocephalina venosa (Lederer, 1863)